# El Serrat
El Serrat is een klein dorp in het noorden van Andorra. Het dorp is gelegen in de parochie Ordino en ligt op een hoogte van 1540 meter. De hoofdstad van Andorra, Andorra la Vella, ligt op 15 kilometer afstand. In 2017 telde het dorp 199 inwoners.

## Toerisme
El Serrat is bekend als wintersportplaats en ligt tussen de rivieren Valira del Nord en Tristaina. Er bevinden zich enkele hotels en restaurants. 
De CG-3 slingert ook door het dorp en verbindt dit met het Ordino-Arcalis-skigebied op 5 km naar het noordwesten. Het Parc Natural de la Val de Sorteny ligt enkele kilometers ten oosten van El Serrat. Bergtoppen in de omgeving zijn onder andere de Besalí (2639 m) in het noorden, en de Brossos (2319 m) ten westen van het dorp. Een lange-afstandswandelpad (120 km) gaat door het dorp.

## Klimaat
De minimum- resp. maximumtemperatuur varieert tussen -3,3°C en + 5,6° in januari, en tussen 9,8° en 22,4° in juli. De jaarlijkse neerslaghoeveelheid is bijna 1000 mm; de droogste maand is februari, de natste zijn mei en november.  

## Afbeeldingen

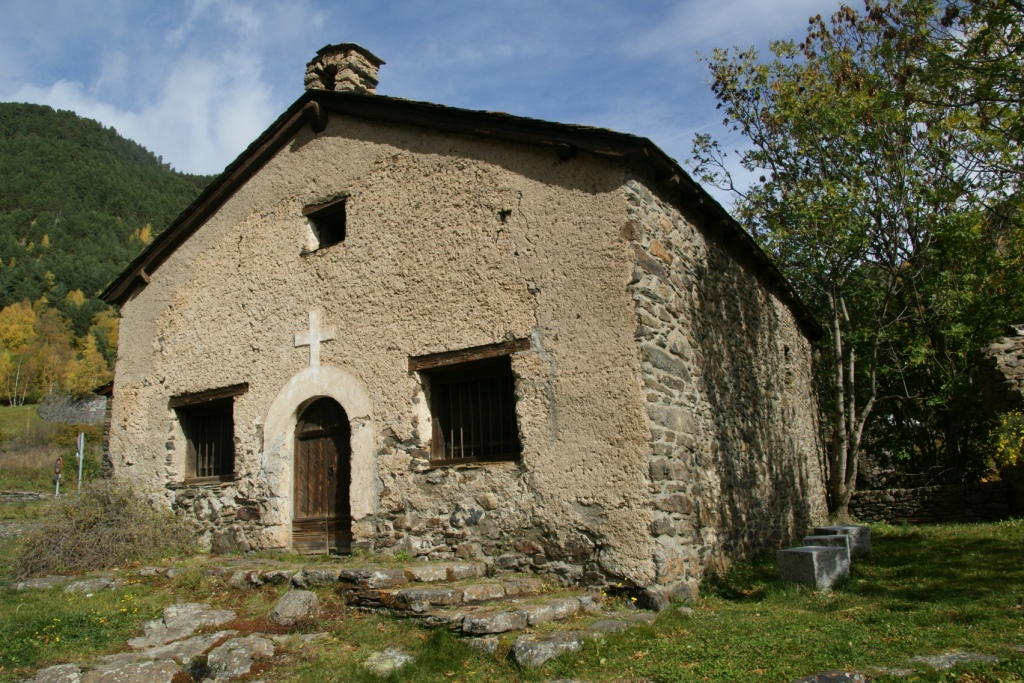
Sant Pere del Serrat
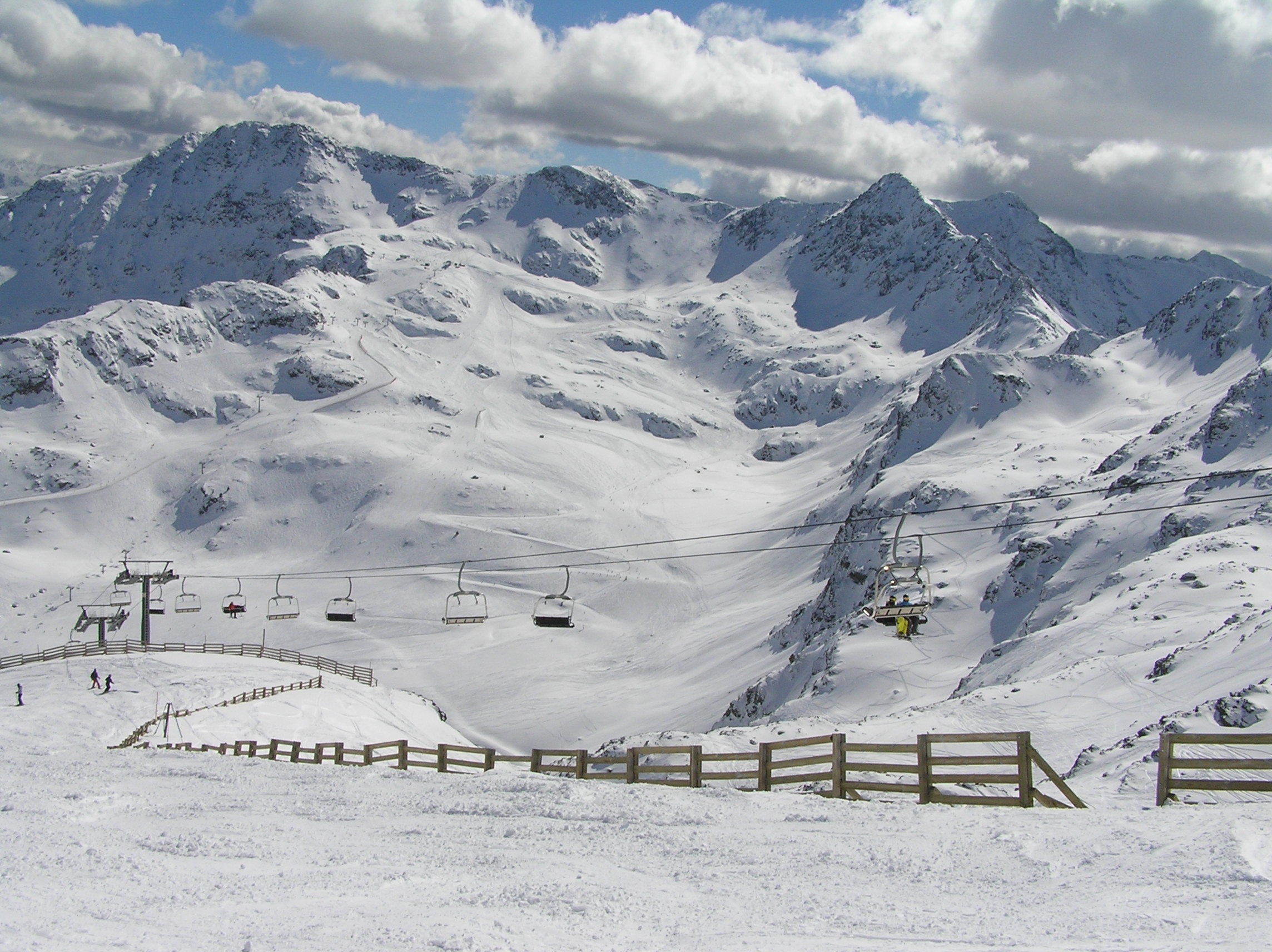
Skipistes'Ordino-Arcalis
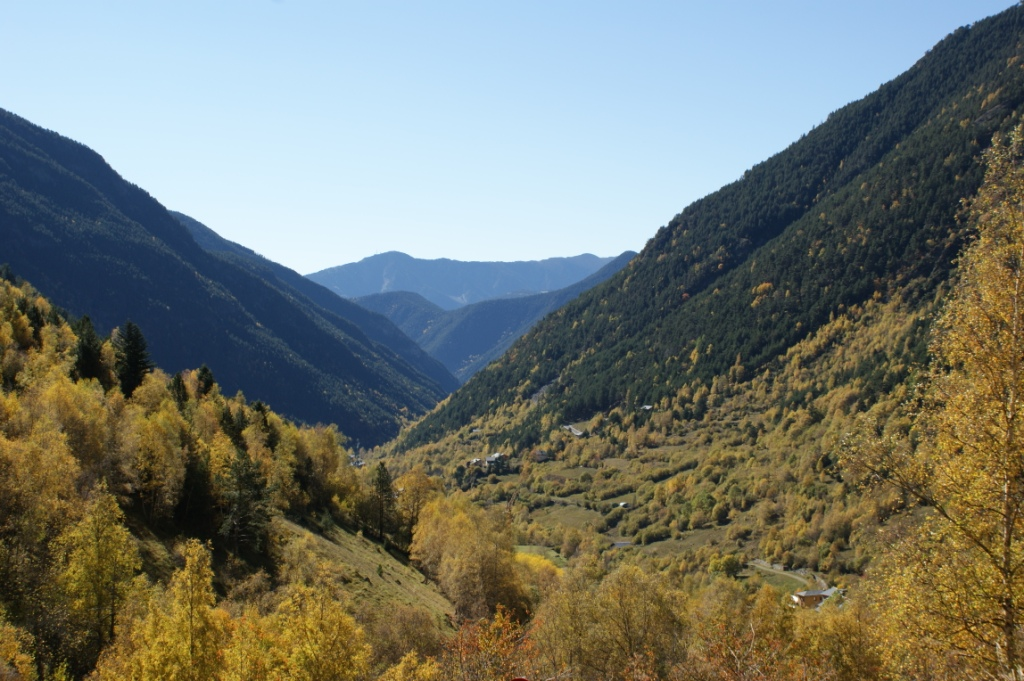
Le parc naturel de Sorteny